# تركيب تآلفي
في الرياضيات، التركيب التآلفي لمتجهات x1,..., xn هو عبارة عن متجهة جديدة تعطى بالعلاقة التالية:
{\displaystyle \sum _{i=1}^{n}{\alpha _{i}\cdot x_{i}}=\alpha _{1}x_{1}+\alpha _{2}x_{2}+\cdots +\alpha _{n}x_{n},}
تسمى التركيب الخطي لـ x1,..., xn الذي فيه يكون مجموع المعاملات مساوياً لـ 1.
وعليه:
{\displaystyle \sum _{i=1}^{n}{\alpha _{i}}=1}.
حيث أن المتجهات تنتمي إلى فضاء شعاعي V والمعاملات {\displaystyle \alpha _{i}} هي قيم عددية.
إن مفهوم التركيب التآلفي مهم جداً في الهندسة الإقليدية.

## خصائص
- التركيب التآلفي لنقطة ثابتة هو أيضاً نقطة ثابتة.